# Jacht

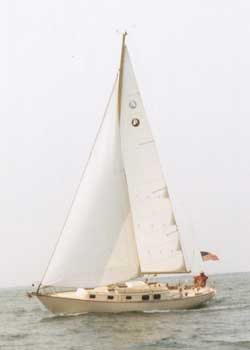
Morski jacht żaglowy

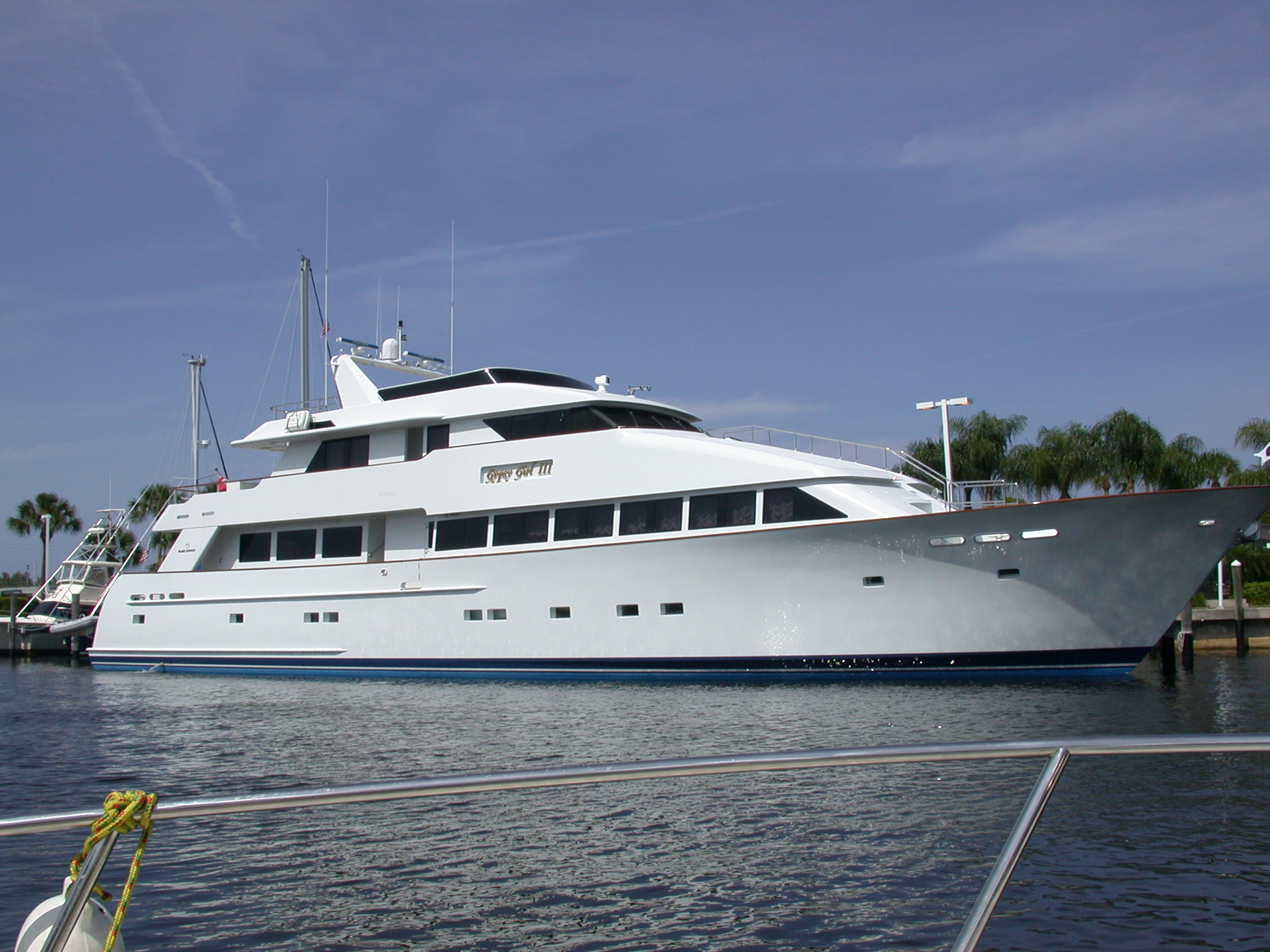
Duży jacht motorowy

Jacht – jednostka pływająca o napędzie żaglowym lub motorowym, w zależności od konstrukcji i wyposażenia przeznaczona najczęściej do celów rekreacyjnych lub turystycznych. Jachty budowane i wykorzystywane są także do uprawiania sportu, do celów szkoleniowych, reprezentacyjnych lub wychowania morskiego.

## Podział
Jachty żaglowe to jachty, których podstawowym urządzeniem napędowym jest osprzęt żaglowy, przy tym mogą one również posiadać pomocniczy silnik. Jachty motorowe to jachty, których podstawowym urządzeniem napędowym jest napęd mechaniczny. Jednostki o napędzie głównym równorzędnym żaglowo-silnikowym nazywa się jachtami motorowo-żaglowymi. 
Określenia jacht nie stosuje się do jednostek pływających (nawet konstrukcyjnie bardzo podobnych) służących określonym celom użytkowym: patrolowym, ratowniczym, militarnym czy transportowym i gospodarczym.
Małe jachty żaglowe potocznie nazywane są żaglówkami, natomiast małe jednostki motorowe nazywane są motorówkami. Duże jednostki żaglowe, przeważnie z ożaglowaniem rejowym nazywane są żaglowcami, natomiast jednostki porównywalne z jachtami motorowymi, spełniające jednak określone funkcje użytkowe, to najczęściej kutry: pilotowe, patrolowe, rybackie itd.

## Historia
Jachty jako odrębną kategorie statków wodnych zaczęto wyodrębniać od XVII w. do XIX w. Wpływ na ich budowę i konstrukcje miały łodzie, małe statki rybackie itp.

## Klasyfikacje jachtów
Typowy (podstawowy) podział można przeprowadzić według następujących kryteriów:
- Rodzaju napędu:
  - żaglowy
  - żaglowo-wiosłowy
  - żaglowo-motorowy
  - motorowy
- Przeznaczenia:
  - szkoleniowe
  - szkoleniowo-turystyczne
  - turystyczne
  - turystyczno-regatowe
  - regatowe
  - regatowo-szkoleniowe
- Akwenu pływania:
  - śródlądowy
  - morski
  - oceaniczny
- Liczby kadłubów:
  - jednokadłubowe
  - wielokadłubowe
    - dwukadłubowe (katamaran, proa)
    - trzykadłubowe (trimaran)
    - czterokadłubowe (quadramaran).
- Liczby masztów:
  - jednomasztowe (ket, slup, kuter)
  - dwumasztowe (jol, kecz, szkuner, brygantyna)
  - trzymasztowe i więcej masztowe (bark, fregata (żaglowiec), szkuner)
- Posiadania miecza/płetwy balastowej:
  - mieczowe
  - balastowo-mieczowe
  - balastowe

### Kategorie projektowe
Jachty wprowadzane przez producentów do obrotu handlowego na terenie UE spełniać muszą techniczne wymagania dla rekreacyjnych jednostek pływających, w wyniku czego są kwalifikowane do jednej z poniższych kategorii projektowych. Kwalifikacja ta nie dotyczy jachtów budowanych indywidualnie, replik historycznych, jachtów regatowych itd. Stanowi jednak pewną metodę ich podziału z uwagi na obszar i warunki pływania.
1. Kategoria A – OCEANICZNA – jednostki zaprojektowane do dalekich rejsów, w warunkach wiatru silniejszego niż 8°B (stopni w skali Beauforta) i przy fali o wysokości znaczącej przekraczającej 4 m; jednostki te są w znacznym stopniu samowystarczalne;
2. Kategoria B – PEŁNOMORSKA – jednostki zaprojektowane do rejsów pełnomorskich, w warunkach wiatru o sile do 8°B włącznie i przy fali o wysokości znaczącej do 4 m włącznie;
3. Kategoria C – PRZYBRZEŻNA – jednostki zaprojektowane do rejsów po wodach przybrzeżnych, dużych zatokach, zalewach, jeziorach i rzekach, w warunkach wiatru o sile do 6°B włącznie i przy fali o wysokości znaczącej do 2 m włącznie;
4. Kategoria D – NA WODY OSŁONIĘTE – jednostki zaprojektowane do rejsów na małych jeziorach, rzekach i kanałach, w warunkach wiatru o sile do 4°B włącznie i przy fali o wysokości znaczącej do 0,5 m włącznie.

## Przyszłość
Obecnie cały czas prowadzone są badania praktycznego zastosowania różnorodnych pędników wiatrowych. Równocześnie konstruktorzy i stocznie proponują jachty z ożaglowaniem nowych typów takich jak:
- żaglopłaty
- wiatrowce
- rotory
- parawanowe (RV Oceania)